# Fanny Puyesky
Fany Puyesky Mitnik (23 tháng 7 năm 1939  – 15 tháng 10 năm 2010) là một nữ luật sư, nhà văn và nhà viết kịch được gọi là "nhà nữ quyền đầu tiên" của Uruguay.

## Tiểu sử
Fanny Puyesky nhận bằng Tiến sĩ Khoa học Xã hội và Khoa học của Đại học Cộng hòa. Từ năm 1981 đến năm 1996, cô là một chuyên mục cho một số tờ báo và tờ báo hàng tuần ở Montevideo, như Aquí, Brecha và La República de las Mujeres. Ngoài việc viết về quyền của phụ nữ, cô còn quan tâm đến chính trị, luật học và luật pháp quốc gia và quốc tế.
Tự học về nghệ thuật kịch, sau đó cô đã xuất sắc trong văn học và sân khấu. Tác phẩm của cô bao gồm thơ, hài hước, tiểu thuyết, tiểu luận văn học, và văn bản về luật và sân khấu.
Năm 1979, Puyesky xuất bản Sổ tay ly hôn, là một cuốn sách bán chạy nhất, tác phẩm cô đã viết và đồng sản xuất với nữ diễn viên kiêm đạo diễn sân khấu Beatriz Massons. Năm 1986, cô đã xuất bản Soones al poder, và năm 2006 Diario de una diosa, cũng được chuyển thể cho sân khấu.
Năm 1984, cô tham gia Thỏa thuận lập trình quốc gia (Concertación Nacional Programática; CONAPRO), Tình trạng của nhóm làm việc phụ nữ, cùng với các nhà lãnh đạo như Marta Canessa và Ana Lía Piñeyrúa.
Năm 1992, cô viết tác phẩm La tees y su dinero. Un cambio hacia la Libertad, trong đó tác giả nêu lên mối quan hệ khó khăn giữa phụ nữ và tiền bạc và hỏi về lý do tại sao phụ nữ định kiến về vấn đề tiền bạc và tại sao họ nên đưa ra một tài khoản khi họ chi tiêu.